# Блестящий крючкоклюв
Блестящий крючкоклюв (лат. Diglossa lafresnayii) — вид птиц из семейства танагровых.

## Описание
Блестящий крючкоклюв достигает длины примерно 14,5 см. Кверху загнутый чёрный клюв имеет крючковатую вершину. Оперение преимущественно блестяще-чёрное. Только перья плеча голубовато-серые. Глаза тёмные. Половой диморфизм выражен слабо. Молодые птицы похожи на взрослых птиц, однако у них более бледный клюв.

## Распространение
Птицы обитают в субтропических и тропических влажных горных и туманных лесах, на высоте 2000—3250 метров над уровнем моря, в венесуэльских Андах южнее до Норте-де-Сантандер (Колумбия), также изолированная популяция обитает в восточных Андах в департаменте Кундинамарка; в центральных районах от Антьокии южнее до Киндио и Толима, и на юге от восточного Каука (Колумбия) южнее через Эквадор до северного Перу (Кахамарка).

## Образ жизни
Обычно блестящий крючкоклюв встречается или в паре, или в одиночку. Время от времени он сидит на верхушках деревьев и щебечет. Однако чаще он незаметен в густой растительности. Он летает относительно низко над землёй, избегая открытых ландшафтов. Он питается насекомыми и пробуравливает венчики цветов своим клювом.